# Сплюшка венесуельська
Сплюшка венесуельська (Megascops vermiculatus) — вид совоподібних птахів родини совових (Strigidae). Мешкає в Центральній Америці. Чокоанські і нагірні сплюшки раніше вважалися конспецифічними з венесуельськими сплюшками.

## Опис
Довжина птаха становить 20-23 см, вага 91-128 г. Забарвлення існує у двох морфах — коричневій і рудій. У представників коричневої морфи верхня частина тіла сірувато-коричнева або охристо-коричнева, поцяткована темними смужками. Лицевий диск світло-коричневий з тонкими темними краями. Над очима нечіткі бліді "брови", на голові короткі пір'яні "вуха". Нижня частина тіла білувата, сильно поцяткована коричневими і чорними смужками. Очі жовті, дзьоб сірувато-зелений, лапи оперені. У представників рудої морфи голова і верхня частина тіла яскраво-руді. Голос — швидкі, довгі трелі, схожі на кумкання жаб, а також коротке, нисхідні верески.

## Поширення і екологія
Венесуельські сплюшки мешкають на крайньому півдні Нікарагуа, в Коста-Риці і західній Панамі. Вони живуть в густих вологих тропічних лісах з великою кількістю епіфітів. Ведуть нічний спосіб життя, живляться переважно комахами, а також дрібними хребетними. Гніздяться в дуплах дерев.